# Die Kunst der Klamotte
Die Kunst der Klamotte ist ein dokumentarisches Fernsehspiel von 1965 in der es um die seriöse Darlegung der Formen und der Entwicklung des Slapstick von der Zeit des Stummfilms bis in die (damals aktuelle) Moderne geht. Das Fernsehspiel Die Kunst der Klamotte ist nicht zu verwechseln mit der gleichnamigen satirischen Fernsehsendung von Axel von Ambesser aus den späten 1950er Jahren. 

## Inhalt
Ein seriöser Professor moderiert und demonstriert vor einer stilisiert geblümten Kulisse die einzelnen Themen humorvoll-trocken im Stil damaliger Wissenschaftssendungen (Prof. Haber und dergleichen) und dokumentiert sie auch anhand verschiedener Filmausschnitte (z. B. Keystone Cops oder Manche mögen's heiß usw.). Tatkräftig unterstützt wird er dabei von seinem Assistenten, der stumm (wie in den meisten seiner Filme) und in wechselnden Butler-Kostümen verschiedene Scherze demonstriert.

## Trivia
Die Kunst der Klamotte musste mehrmals aus aktuellen Anlässen im Programm verschoben werden, weswegen die Erstausstrahlung erst mit mehrjähriger Verspätung erfolgen konnte.